# Giuseppe Perrucchetti
Giuseppe Domenico Perrucchetti, italijanski general in politik, * 13. julij 1839, † 5. oktober 1916.
Perrucchetti je najbolj znan kot ustanovitelj Korpusa alpinov in senator Italije.

## Življenjepis
Na željo staršev je študiral arhitekturo na Univerzi v Pavii, nakar pa je v starosti 20 let prekinil študij, zbežal iz Lombardije in se pridružil Kraljevi sardinski vojski. Leta 1857 je diplomiral na kolidžu v Bergamu in nato postal predavatelj na fakulteti za inženirstvo na Univerzi v Pavii. Leta 1860 je končal še Vojaško akademijo v Ivrei (Accademia militare di Ivrea) in leta 1874 še Vojno šolo. Udeležil se je druge italijanske osamosvojitvene in avstrijsko-pruske vojne. Za zasluge med bitko za Custozo je bil odlikovan in povišan v stotnika ter bil poslan na vojaško šolo v Torino, kjer je ostal do leta 1885.
Leta 1871 je napisal članek Considerazioni su la difesa di alcuni valichi alpini e proposta di un ordinamento militare territoriale della zona alpina (Predlogi za obrambo nekaterih gorskih prelazov in predlog za regionalno vojaško organizacijo alpske cone) za italijanski vojaški zbornik Rivista Militare Italiana, v katerem je predlagal ustanovitev posebnega teritorialnega področja in samostojnih čet gorskih vojakov na Tirolskem, katere bi rekrutirali iz lokalnega prebivalstva in bi bili zadolženi za obrambo tega goratega področja. Njegov članek je prebral tudi takrat minister za vojno Italije, general Cesare Francesco Ricotti Magnani, ki je podprl idejo. Tako je bil 15. oktobra 1872 izdal kraljevi ukaz o ustanovitvi Čet alpinskega okrožja (Compagnie Distrettuali Alpine), kar predstavlja začetek današnjega Korpusa alpinov. Perucchetti pa ni nikoli prevzel poveljstva alpinov.
V letih 1872-78 in 1880-85 je bil predavatelj vojaške geografije na Višji vojni šoli v Torinu (Scuola superiore di guerra di Torino) ter v letih 1885-1888 je bil tutor vojvode Emanuela Savojskega. Leta 1888 je bil povišan v polkovnika in imenovan za načelnika štaba Armadnega korpusa v Anconi. Leta 1895 je bil povišan v brigadnega generala in leta 1900 v generalporočnika. Iz vojaške službe je bil upokojil leta 1904 zaradi visoke starosti.
17. marca 1912 ga je kralj imenoval za senatorja Kraljevine Italije.

## Napredovanja
- stotnik: 1866
- major: 1877
- podpolkovnik: ?
- polkovnik: 1890
- brigadni general: 1895
- generalporočnik: 1900

## Odlikovanja in priznanja
- red krone Italije:

- vitez reda krone Italije: 1878
- častnik reda krone Italije: 1885
- poveljnik reda krone Italije: 1893
- veliki častnik reda krone Italije: 1899
- velika ovratnica reda krone Italije: 1908

- red svetega Mavricija in Lazarja:

- vitez reda svetega Mavricija in Lazarja: 1883
- častnik reda svetega Mavricija in Lazarja: 1887
- poveljnik reda svetega Mavricija in Lazarja: 1902
- velika ovratnica reda svetega Mavricija in Lazarja: 1906

Leta 1898 je postal član Geografske družbe Italije.
Po njem se imenuje Punta Perrucchetti (4.020 m), drugi najvišji vrh Lombardije.